# Katastrofa lotu Philippine Airlines 137
Katastrofa lotu Philippine Airlines 137 – wypadek lotniczy, który wydarzył się 22 marca 1998 r. Był to regularny lot pasażerski z portu lotniczego Manila do portu lotniczego Bacolod City.

## Samolot
Airbus A320-214 o numerze rejestracyjnym RP-C3222 został zniszczony i spisany na straty. Był w służbie zaledwie trzy miesiące.

## Wypadek
22 marca 1998 r. lot 137 wypadł z pasa startowego w porcie lotniczym Bacolod City. Nie było ofiar śmiertelnych wśród załogi i pasażerów samolotu, ale trzy osoby zginęły na ziemi.
Wybranie przez pilota niewłaściwego trybu na komputerach pokładowych uniemożliwiło zredukowanie mocy do biegu jałowego, co uniemożliwiło użycie odwracacza ciągu i spojlerów. Przy hamowaniu użyto hamulców, ale samolot nie zdołał zatrzymać się przed końcem pasa startowego.

## Zewnętrzne linki
- Raport końcowy z wypadku
- Film przedstawiający miejsce katastrofy